# Staatenübersetzung

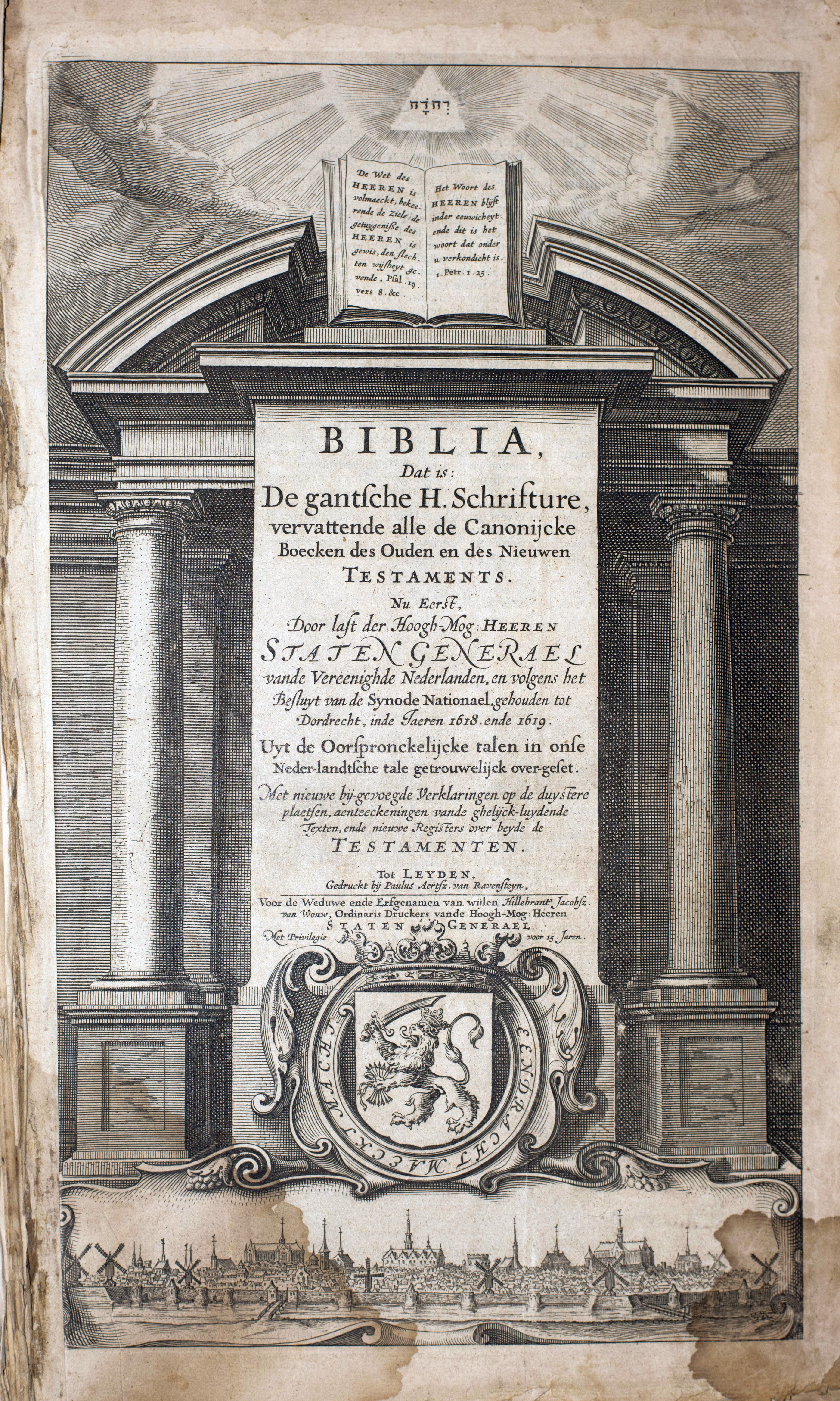
Titelseite der Erstausgabe der Staatenübersetzung, Leiden 1637

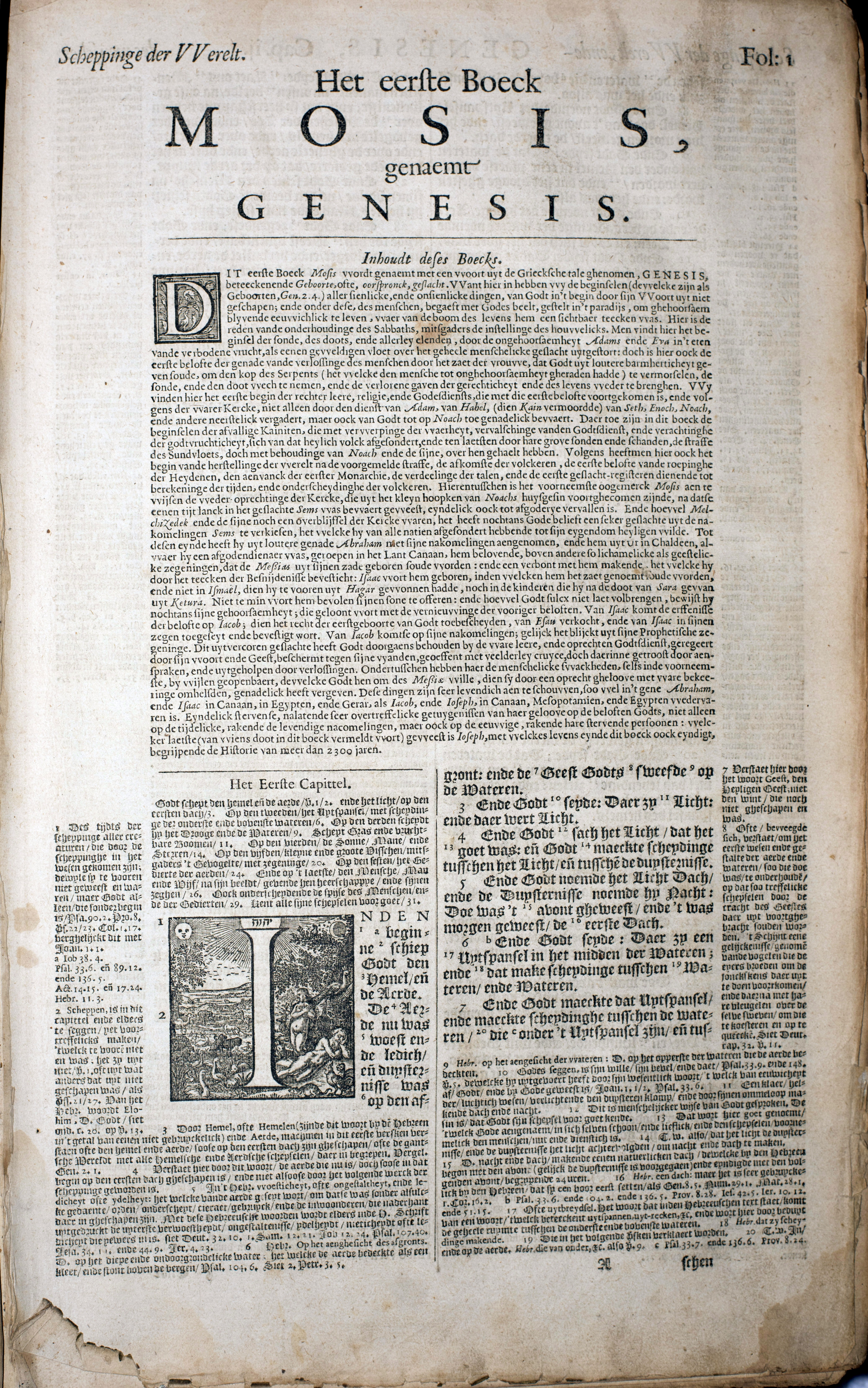
Staatenbibel, Anfang des 1. Buchs Mose (Großdruck) mit Inhaltsangabe und Erläuterungen

Die Staatenübersetzung oder Staatenbibel, niederländisch Statenvertaling (SV) oder Statenbijbel, ist die historisch bedeutendste Bibelübersetzung in niederländischer Sprache. Das Übersetzungswerk wurde von der reformierten Dordrechter Synode 1619 beschlossen, von den Generalstaaten finanziert – daher der eingebürgerte Name – und von ausgewählten reformierten Theologen aus verschiedenen Regionen des niederländischen Sprachgebiets in Gemeinschaftsarbeit bis 1637 fertiggestellt. Die Staatenübersetzung mit ihren Erläuterungen und Querverweisen prägte jahrhundertelang die Bibelrezeption der protestantischen Niederländer.
Der SV wird ein großer Einfluss auf die Entwicklung der neuniederländischen Standardsprache nachgesagt. Dabei handelt es sich aber um einen Mythos. In der Sprachwissenschaft ist es längst Allgemeingut, dass die SV der Entwicklung ihrer Zeit schon hinterherhinkte. Erst später, in der französischen Zeit und im 19. Jahrhundert, entstand der Mythos aus protestantisch-nationalistischen Gründen.

## Synodenbeschluss
Schon im 16. Jahrhundert waren mehrere niederländische Bibelübersetzungen entstanden. Die verbreitetste war die Deuxaesbijbel (Emden 1562). Allen gemeinsam war jedoch eine regionaltypische Sprachform. Manche waren zudem stark an der Vulgata, andere an der Lutherbibel orientiert.
Die gesamtniederländische Synode von Dordrecht trat 1618 während der Waffenstillstandsjahre im Spanisch-Niederländischen Krieg zusammen. Anlass war der Streit zwischen strengen Prädestinatianern und Remonstranten über die göttliche Vorherbestimmung. Darüber hinaus wurden weitere Fragen des Glaubens und der Kirchenorganisation beraten.
Einmütig wurde eine neue Bibelübersetzung beschlossen. Diese sollte
1. so wörtlich wie möglich den hebräischen bzw. griechischen Urtext wiedergeben und, wo dies in lesbarem Niederländisch nicht möglich sei, am Rand eine wörtliche Wiedergabe bieten;
2. dort, wo im Bibeltext ergänzende Wörter zur Erhellung des Sinns unentbehrlich seien, diese in Klammern und mit anderen Lettern setzen;
3. vor jedem Buch und jedem Kapitel eine Inhaltsangabe bieten und am Rand Bibelstellen gleicher Aussage anzeigen;
4. für unklare Textstellen eine Begründung für die gewählte Übersetzung enthalten, jedoch ohne dogmatische Erörterungen.[3]

Der alttestamentliche Gottesname JHWH sollte mit HEERE („Herr“ in Majuskeln) wiedergegeben werden. In der Ausgabe von 1755 wurde daraus Jehova.
Die alttestamentlichen Apokryphen, also jene in der Septuaginta und Vulgata enthaltenen Spätschriften des Alten Testaments, die nicht in Hebräisch überliefert sind und den Reformatoren nicht als kanonisch galten, sollten nur als Anhang in kleineren Lettern und mit eigener Seitennummerierung beigefügt werden.
Sprachlich sollte die Übersetzung möglichst überregional und für alle Niederländer verständlich sein. Einzelfragen wurden intensiv diskutiert, wie zum Beispiel ob für die Gottesanrede in der zweiten Person Singular das archaische Pronomen du oder das – eigentlich pluralische – Pronomen gij verwendet werden sollte, das sich seit dem 16. Jahrhundert in fast allen Mundarten für den Singular durchgesetzt hatte. Die Synode entschied schließlich zugunsten von gij.

## Übersetzungsarbeit

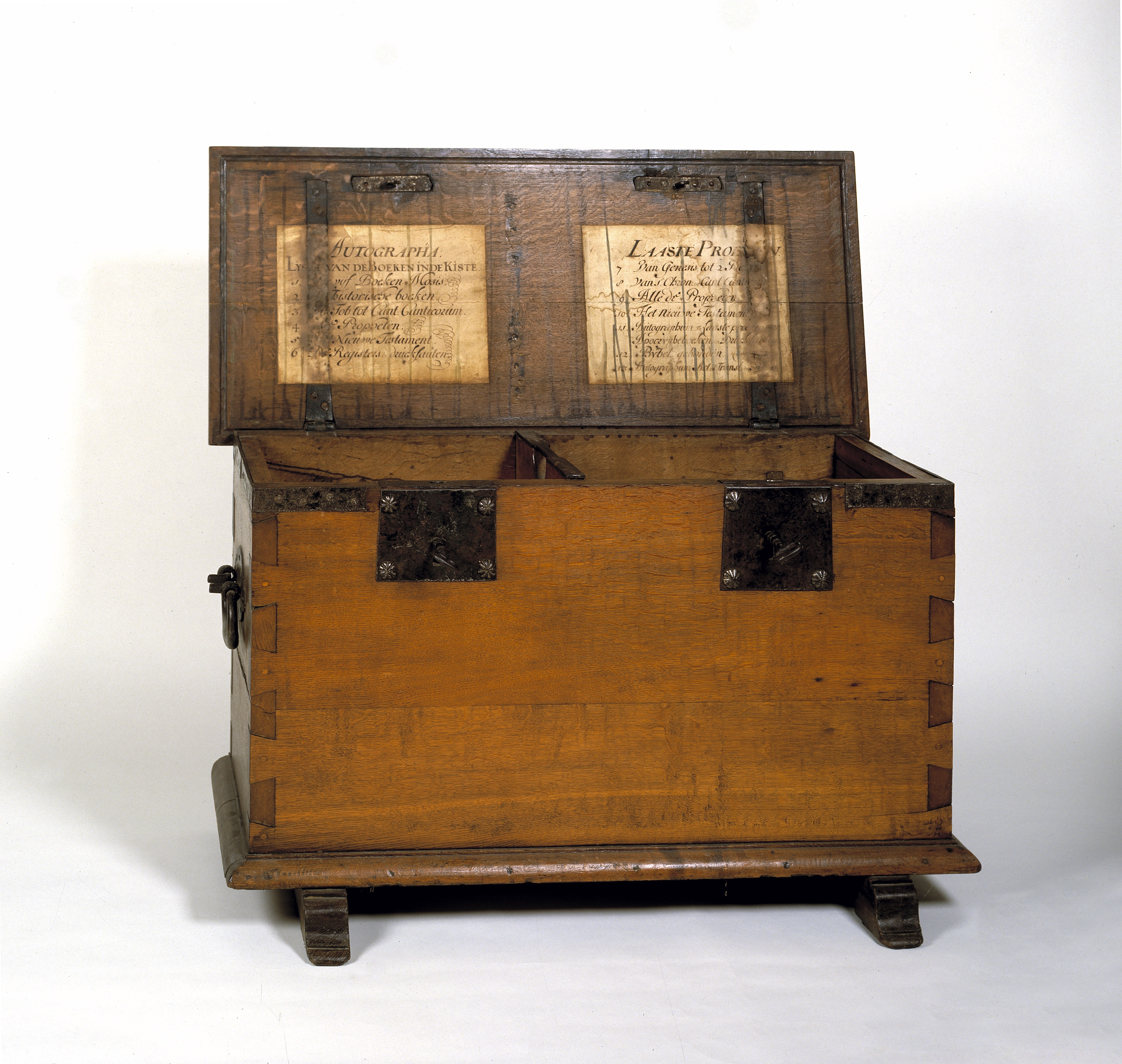
Truhe für die Originalmanuskripte der Staatenübersetzung (1662)

Die Synode beauftragte mit der Übersetzungsarbeit
- für das Alte Testament Johan Bogerman, Willem Baudaert und Gerson Bucerus;
- für das Neue Testament und die Apokryphen Jacobus Rolandus, Hermannus Faukelius und Petrus Cornelisz.

Faukel und Cornelisz starben jedoch vor Beginn der Arbeit. An ihre Stelle traten Festus Hommius und Antonius Walaeus.
Bogermann stammte aus Upleward (Ostfriesland), Baudaert aus Deinze (Ostflandern), Bucerus war Prediger in Veere (Zeeland), Roland stammte aus Delft (Südholland), Hommius aus Jelsum (Friesland) und Walaeus aus Gent (Ostflandern). Außerdem benannte die Synode Revisoren aus den meisten Provinzen des Sprachgebiets, die die Übersetzung gegenlesen und, wo nötig, Änderungen vorschlagen sollten.
Das langwierige Übersetzungswerk konnte erst 1626 beginnen. Die Generalstaaten übernahmen auf Bitte der Synode die offizielle Autorisierung und Finanzierung. Die Übersetzer nahmen ihren Wohnsitz in der Universitätsstadt Leiden, um die Bibliothek und die linguistischen Fachleute am Ort nutzen zu können. Am 17. September 1637 wurde das erste gedruckte Exemplar an die Generalstaaten übergeben.
Im Jahr 1662 wurde auf Staatskosten eine Eichenholztruhe mit zwei Schlössern für die Originalmanuskripte und die Korrekturbögen der Staatenübersetzung angefertigt. Sie wurde im Leidener Rathaus aufbewahrt. Alle drei Jahre wurde der Inhalt von Vertretern der Generalstaaten und der reformierten Kirche in Augenschein genommen, ein feierlicher Akt, umrahmt von Bittgebeten und Danksagung. Die Truhe befindet sich heute im Utrechter Museum Catharijneconvent, der Inhalt in Het Utrechts Archief.

## Wirkungsgeschichte
Die Einführung der neuen Bibel gelang nicht in allen Landesteilen ohne Verzögerungen und Widerstände. Nicht wenige Gemeinden stießen sich am von den Originalsprachen beeinflussten ungewohnten Satzbau, an Archaismen und Neologismen und an Ausdrücken, die in der eigenen Mundart ungebräuchlich waren oder eine andere Bedeutung hatten. Besonders im Norden wurden schon im 17. Jahrhundert die südlichen Spracheigentümlichkeiten abgelehnt.
Aber die staatliche Autorität war stärker als die Widerstände. Die Statenbijbel wurde zur vorgeschriebenen Schulbibel. Wo diese Bibel vorhanden war, bürgerte es sich ein, täglich nach der gemeinsamen Familienmahlzeit daraus vorzulesen. Das Fremde und Altertümliche wurde als Signum der Sakralität empfunden. So wirkte die Staatenübersetzung bis ins 20. Jahrhundert als überregionales Vorbild für einen gehobenen Sprachstil.